# Kup Hrvatske u softbolu za žene 2005.
Kup Hrvatske u softbolu za žene 2005. godine.

## Sudionice
Sudionice su bile softbolašice zagrebačkih klubova, Princa Zagreb, Mladosti Scorpionsa i Lady Piratesa.

## Konačni redoslijed
```
Por. Klub          
1. Princ Zagreb       3 2 0  10: 1
2. Mladost Scorpions  2 1 1  21:13
3. Lady Pirates       1 0 2  10:27
```

Osvajačice kupa Hrvatske u softbolu 2005. su igračice djevojčadi Princa Zagreb.